# Marleen Renders
Marleen Renders (* 24. Dezember 1968 in Diest) ist eine belgische Langstreckenläuferin, die sich auf die Marathondistanz spezialisiert hat.

## Werdegang
1997 wurde sie Zweite beim Rotterdam-Marathon, und 1998 gewann sie den Berlin-Marathon. 2000 und 2002 siegte sie im April beim Paris-Marathon, das zweite Mal mit dem aktuellen belgischen Rekord von 2:23:05 h.

Im Mai 2002 gewann sie auch in der Schweiz beim Grand Prix von Bern (10 Meilen) und stellte eine neue Streckenbestzeit auf.
2003 wurde sie Vierte beim Hamburg-Marathon, und 2005 belegte sie beim Frankfurt-Marathon den zweiten Platz.
14 der 16 schnellsten Marathonzeiten von belgischen Läuferinnen gehen auf ihr Konto. Auch auf anderen Distanzen war sie erfolgreich. Sie verbesserte fünfmal den belgischen Rekord im 10.000-Meter-Lauf auf die heutige gültige Marke von 31:03:60 min und hält ebenso die Landesrekorde im 10-km-Straßenlauf (31:23 min) und im Halbmarathon (1:08:56 h).